# Beto Almeida
Roberto de Almeida (Porto Alegre, 5 april 1955) is een Braziliaans voetbaltrainer.

## Carrière
In 1998 werd hij bij Kawasaki Frontale trainer. Vanaf 2006 tot op heden is hij coach geweest bij diverse clubs in Brazilië.